# Pomnik Leona Schillera w Łodzi
Pomnik Leona Schillera w Łodzi – pomnik autorstwa Antoniego Biłasa, ustawiony w marcu 1982 r. przy ulicy Piotrkowskiej 112 w pasażu. 
Postać Leona Schillera została wykonana z granitu i przedstawiona w todze.